# Gle Puntong (kulle i Indonesien, lat 5,52, long 95,60)
Gle Puntong är en kulle i Indonesien.   Den ligger i provinsen Aceh, i den västra delen av landet, 1 800 km nordväst om huvudstaden Jakarta. Toppen på Gle Puntong är 251 meter över havet.
Terrängen runt Gle Puntong är varierad.Runt Gle Puntong är det ganska glesbefolkat, med 34 invånare per kvadratkilometer. I omgivningarna runt Gle Puntong växer i huvudsak städsegrön lövskog.